# Inflatella
Inflatella is een geslacht van sponsdieren uit de klasse van de Demospongiae (gewone sponzen).

## Soorten
- Inflatella belli (Kirkpatrick, 1907)
- Inflatella coelosphaeroides Koltun, 1964
- Inflatella globosa Koltun, 1955
- Inflatella pellicula Schmidt, 1875
- Inflatella tubulosa (Topsent, 1904)
- Inflatella viridis (Topsent, 1890)